# تونبرغية كبيرة الأزهار
تونبرغية كبيرة الأزهار (الاسم العلمي:Thunbergia grandiflora) هي نوع من النباتات تتبع جنس التونبرغية من الفصيلة الأقنتية.